# كلة زان (طغامين)
کلة زان (بالفارسية: کله زان) هي قرية تقع في إيران في قسم طغامین الريفي. يقدر عدد سكانها بـ 73 نسمة بحسب إحصاء 2016.